# Islas Secas
Las Islas Secas se refiere al nombre de un pequeño archipiélago volcánico deshabitado en el Golfo de Chiriquí en la costa del océano Pacífico de Panamá que consiste en cerca de dieciséis islas que en conjunto tiene una superficie de aproximadamente 1000 hectáreas (10 km²), administrativamente hace parte de la Provincia de Chiriquí.
Ellos era de propiedad privada del empresario estadounidense Michael Klein, quien construyó un eco-resort en las islas, antes de su muerte en un vuelo procedente de las islas para ver el Volcán Barú.